# Lechria lucida sumatrensis
Lechria lucida là một phân loài ruồi của loài Lechria lucida trong họ Limoniidae. Chúng phân bố ở miền Ấn Độ - Mã Lai.